# لين أوليفر
لين أوليفر (بالإنجليزية: Lin Oliver)‏ (2 فبراير 1947)؛ كاتِبة، كاتبة للأطفال، منتجة أفلام وروائية أمريكية.

## روابط خارجية
- لين أوليفر على موقع IMDb (الإنجليزية)
- لين أوليفر على موقع قاعدة بيانات الفيلم (الإنجليزية)